# AZS Olsztyn w sezonie 2014/2015

## Transfery

### Przyszli
| Imię i nazwisko   | Poprzedni klub                       |
| ----------------- | ------------------------------------ |
| Paweł Adamajtis   | AZS Politechnika Warszawska          |
| Bartosz Bednorz   | AZS Częstochowa                      |
| Jakub Bik         | AZS Częstochowa                      |
| Lévi Alves Cabral | Saint-Nazaire VBA                    |
| Krzysztof Gulak   | wychowanek                           |
| František Ogurčák | Tonno Callipo Calabria Vibo Valentia |
| Michał Potera     | AZS Politechnika Warszawska          |
| Maciej Zajder     | Trefl Gdańsk                         |
| Juraj Zaťko       | AZS Politechnika Warszawska          |
| Miłosz Zniszczoł  | Transfer Bydgoszcz                   |

### Odeszli
| Imię i nazwisko   | Lata gry w klubie | Nowy klub                                      |
| ----------------- | ----------------- | ---------------------------------------------- |
| Pablo Bengolea    | 2013 – 2014       | UPCN Vóley Club                                |
| Rafał Buszek      | 2013 – 2014       | Asseco Resovia Rzeszów (powrót z wypożyczenia) |
| Bartosz Krzysiek  | 2011 – 2014       | Effector Kielce                                |
| Piotr Łukasik     | 2011 – 2014       | KPS Siedlce (wypożyczenie)                     |
| Bartosz Mariański | 2011 – 2014       | UMKS Kęczanin Kęty                             |
| Matti Oivanen     | 2013 – 2014       | Hurrikaani-Loimaa                              |
| Grzegorz Pająk    | 2013 – 2014       | Effector Kielce                                |
| Wojciech Sobala   | 2012 – 2014       | BBTS Bielsko-Biała                             |
| Michał Żurek      | 2012 – 2014       | Asseco Resovia Rzeszów                         |

## Drużyna

### Sztab
| Pierwszy trener | Krzysztof Stelmach (do 24 grudnia 2014) |
| Pierwszy trener | Andrea Gardini (od 24 grudnia 2014)     |
| Drugi trener    | Wojciech Janas                          |
| Fizjoterapeuta  | Paweł Ciesiun                           |
| Lekarz          | Wojciech Remiszewski                    |
| Statystyk       | Krzysztof Żabiński                      |

### Zawodnicy
| Nr | Imię i nazwisko              | Data ur.              | Wzrost | Pozycja      |
| -- | ---------------------------- | --------------------- | ------ | ------------ |
| 1  | Maciej Dobrowolski (kapitan) | 19 marca 1977(dts)    | 190 cm | rozgrywający |
| 2  | Krzysztof Gulak              | 29 sierpnia 1996(dts) | 196 cm | przyjmujący  |
| 5  | Jakub Bik                    | 17 lutego 1992(dts)   | 183 cm | libero       |
| 7  | Bartosz Bednorz              | 25 lipca 1994(dts)    | 201 cm | przyjmujący  |
| 8  | Miłosz Zniszczoł             | 2 lipca 1986(dts)     | 199 cm | środkowy     |
| 9  | Paweł Adamajtis              | 30 sierpnia 1990(dts) | 198 cm | atakujący    |
| 10 | Grzegorz Szymański           | 12 lipca 1978(dts)    | 202 cm | atakujący    |
| 11 | Maciej Zajder                | 31 stycznia 1988(dts) | 202 cm | środkowy     |
| 13 | Piotr Łuka                   | 9 czerwca 1980(dts)   | 191 cm | przyjmujący  |
| 14 | Michał Potera                | 6 marca 1988(dts)     | 183 cm | libero       |
| 15 | Juraj Zaťko                  | 5 czerwca 1987(dts)   | 192 cm | rozgrywający |
| 16 | Piotr Hain                   | 26 lutego 1991(dts)   | 207 cm | środkowy     |
| 17 | František Ogurčák            | 24 kwietnia 1984(dts) | 198 cm | przyjmujący  |
| 18 | Lévi Alves Cabral            | 16 maja 1989(dts)     | 198 cm | przyjmujący  |

## Mecze sparingowe
| 29.08.2014 | Indykpol AZS Olsztyn | 4:1 (25:21, 25:22, 25:17, 25:23, 12:15) | KS Camper Wyszków | Olsztyn |  |
|            | Wyjściowe ustawienie: Juraj Zaťko Grzegorz Szymański Miłosz Zniszczoł František Ogurčák Piotr Hain Lévi Alves Cabral Michał Potera (L) Zmiany: Maciej Dobrowolski Bartosz Bednorz Piotr Łuka Jakub Bik Krzysztof Gulak Krystian Chełchowski | raport                                  | Wyjściowe ustawienie: Maciej Główczyński Tomasz Rutecki Łukasz Kaczorowski Tobiasz Wojtkowski Jakub Kowalczyk (L) Damian Sobczak Zmiany: Dariusz Szulik Rafał Faryna Konrad Woroniecki Jakub Peszko Sebastian Wójcik |         |  |

| 05.09.2013 | Indykpol AZS Olsztyn | 2:3 (21:25, 14:25, 29:27, 25:19, 12:15) | Cerrad Czarni Radom | Nidzica |  |
|            | Wyjściowe ustawienie: Miłosz Zniszczoł Grzegorz Szymański Juraj Zaťko Piotr Hain František Ogurčák Lévi Alves Cabral Michał Potera (L) Zmiany: Maciej Dobrowolski Paweł Adamajtis Piotr Łuka | raport                                  |                     |         |  |

| 06.09.2013 | Indykpol AZS Olsztyn | 1:3 (21:25, 25:27, 25:15, 21:25) | Effector Kielce | Nidzica |  |
|            | Wyjściowe ustawienie: Maciej Dobrowolski Miłosz Zniszczoł Grzegorz Szymański Piotr Hain František Ogurčák Lévi Alves Cabral Michał Potera (L) Zmiany: Krzysztof Gulak Paweł Adamajtis Piotr Łuka Juraj Zaťko | raport                           |                 |         |  |

| 13.09.2013 | Indykpol AZS Olsztyn | 3:0 (25:17, 25:15, 26:24) | Lotos Trefl Gdańsk | Orneta |  |
|            | Wyjściowe ustawienie: Lévi Alves Cabral 12 pkt Piotr Hain 9 pkt Grzegorz Szymański 9 pkt František Ogurčák 7 pkt Miłosz Zniszczoł 3 pkt Juraj Zaťko 1 pkt Michał Potera (L) Zmiany: Maciej Dobrowolski 0 pkt Piotr Łuka 0 pkt | raport                    | Wyjściowe ustawienie: 8 pkt Sławomir Stolc 7 pkt Mateusz Mika 3 pkt Wojciech Grzyb 3 pkt Murphy Troy 2 pkt Marco Falaschi 0 pkt Bartosz Gawryszewski (L) Piotr Gacek (siatkarz) Zmiany: 11 pkt Damian Schulz 4 pkt Artur Ratajczak 1 pkt Moustapha M’Baye 0 pkt Igor Dobiszewski 0 pkt Przemysław Stępień |        |  |

| 14.09.2013 | Indykpol AZS Olsztyn | 0:3 (23:25, 21:25, 28:30) | Transfer Bydgoszcz | Orneta |  |
|            | Wyjściowe ustawienie: Lévi Alves Cabral 9 pkt František Ogurčák 8 pkt Miłosz Zniszczoł 8 pkt Piotr Hain 5 pkt Grzegorz Szymański 1 pkt Maciej Dobrowolski 0 pkt Michał Potera (L) Zmiany: Paweł Adamajtis 7 pkt Juraj Zaťko 3 pkt Piotr Łuka 2 pkt Krzysztof Gulak 0 pkt Jakub Bik (L) | raport                    | Wyjściowe ustawienie: 5 pkt Wojciech Jurkiewicz 6 pkt Dawid Gunia 3 pkt Paweł Woicki 15 pkt Jakub Jarosz 17 pkt Konstantin Čupković 10 pkt Marcin Waliński (L) Tomasz Bonisławski Zmiany: 0 pkt Andrew John Nally 0 pkt Nikodem Wolański |        |  |

| 19.09.2013 | Indykpol AZS Olsztyn | 3:2 (25:27, 25:22, 17:25, 25:20, 15:12) | Transfer Bydgoszcz | Rypin |  |
|            | Wyjściowe ustawienie: Piotr Hain 11 pkt Miłosz Zniszczoł 11 pkt Lévi Alves Cabral 7 pkt Piotr Łuka 2 pkt Grzegorz Szymański 1 pkt Juraj Zaťko 1 pkt Michał Potera (L) Zmiany: Paweł Adamajtis 18 pkt Krzysztof Gulak 13 pkt Maciej Dobrowolski 0 pkt | raport                                  | Wyjściowe ustawienie: 19 pkt Jan Nowakowski 17 pkt Steven Marshall 13 pkt Andrew John Nally 10 pkt Łukasz Wiese 9 pkt Dawid Gunia 3 pkt Nikodem Wolański (L) Tomasz Bonisławski Zmiany: 0 pkt Konstantin Čupković 0 pkt Wojciech Jurkiewicz 0 pkt Paweł Woicki |       |  |

| 20.09.2013 | Indykpol AZS Olsztyn | 0:3 (20:25, 21:25, 23:25) | Cerrad Czarni Radom | Rypin |  |
|            |                      | raport                    |                     |       |  |

| 26.09.2013 | Indykpol AZS Olsztyn | 1:3 (24:26, 19:25, 25:22, 20:25) | AZS Politechnika Warszawska | Warszawa |  |
|            | Wyjściowe ustawienie: Miłosz Zniszczoł Grzegorz Szymański Juraj Zaťko Piotr Hain František Ogurčák Lévi Alves Cabral Michał Potera (L) Zmiany: Maciej Dobrowolski Piotr Łuka | raport                           | Wyjściowe ustawienie: Piotr Lipiński Bartłomiej Lemański Michał Filip Aleksander Śliwka Artur Szalpuk Mateusz Sacharewicz (L) Maciej Olenderek Zmiany: Bartłomiej Mordyl |          |  |

| 27.09.2013 | Indykpol AZS Olsztyn | 3:0 (25:23, 25:20, 25:15) | MKS MDK Legia Warszawa / AZS Politechnika Warszawska                                                                                                  | Warszawa |  |
|            | Wyjściowe ustawienie: Paweł Adamajtis (gościnnie) Wojciech Kaźmierczak Piotr Łuka Juraj Zaťko Piotr Hain Lévi Alves Cabral Michał Potera (L) Zmiany: Miłosz Zniszczoł Krzysztof Gulak | raport                    | Wyjściowe ustawienie: Patryk Strzeżek Jakub Radomski Waldemar Świrydowicz Krzysztof Bieńkowski Albert Pojawis Bartłomiej Mordyl (L) Mateusz Koncewicz |          |  |

## Mecze w PlusLidze

### Faza zasadnicza

#### Wyniki spotkań
| 05.10.2014 | Lotos Trefl Gdańsk | 3:1 (25:20, 15:25, 25:14, 25:23)                                            | Indykpol AZS Olsztyn | Ergo Arena, Gdańsk                                                                        |  |
| 15:30      | Wyjściowe ustawienie: Mateusz Mika 17 pkt Wojciech Grzyb 11 pkt Sebastian Schwarz 9 pkt Bartosz Gawryszewski 8 pkt Murphy Troy 6 pkt Marco Falaschi 1 pkt Piotr Gacek (L) Zmiany: Damian Schulz 15 pkt Mateusz Czunkiewicz 0 pkt Przemysław Stępień 0 pkt Sławomir Stolc 0 pkt | statystyki raport. siatka.org. [zarchiwizowane z tego adresu (2021-01-28)]. | Wyjściowe ustawienie: 23 pkt Grzegorz Szymański 10 pkt František Ogurčák 8 pkt Piotr Hain 8 pkt Miłosz Zniszczoł 6 pkt Lévi Alves Cabral 1 pkt Juraj Zaťko (L) Michał Potera Zmiany: 0 pkt Paweł Adamajtis 0 pkt Maciej Dobrowolski 0 pkt Piotr Łuka | Sędzia I: Dariusz Jasiński Sędzia II: Maciej Maciejewski Widzów: 4480 MVP: Wojciech Grzyb |  |

| 11.10.2014 | Indykpol AZS Olsztyn | 2:3 (25:20, 25:20, 23:25, 9:25, 12:15)                                      | Transfer Bydgoszcz | Hala Urania, Olsztyn                                                       |  |
| 14:45      | Wyjściowe ustawienie: Grzegorz Szymański 17 pkt František Ogurčák 16 pkt Piotr Hain 12 pkt Lévi Alves Cabral 11 pkt Miłosz Zniszczoł 7 pkt Juraj Zaťko 2 pkt Michał Potera (L) Zmiany: Paweł Adamajtis 4 pkt Krzysztof Gulak 2 pkt Maciej Dobrowolski 0 pkt Piotr Łuka 0 pkt Maciej Zajder 0 pkt | statystyki raport. siatka.org. [zarchiwizowane z tego adresu (2021-01-19)]. | Wyjściowe ustawienie: 18 pkt Jakub Jarosz 13 pkt Konstantin Čupković 5 pkt Dawid Gunia 5 pkt Wojciech Jurkiewicz 4 pkt Paweł Woicki 1 pkt Steven Marshall (L) Andrew John Nally Zmiany: 15 pkt Marcin Waliński 8 pkt Justin Duff 0 pkt Tomasz Bonisławski 0 pkt Jan Nowakowski 0 pkt Nikodem Wolański | Sędzia I: Tomasz Janik Sędzia II: Anna Niedbał Widzów: - MVP: Jakub Jarosz |  |

| 15.10.2014 | Indykpol AZS Olsztyn | 3:2 (25:22, 22:25, 25:18, 24:26, 15:13)                                     | BBTS Bielsko-Biała | Hala Urania, Olsztyn                                                                     |  |
| 18:00      | Wyjściowe ustawienie: Lévi Alves Cabral 18 pkt František Ogurčák 17 pkt Grzegorz Szymański 15 pkt Piotr Hain 11 pkt Miłosz Zniszczoł 9 pkt Maciej Dobrowolski 2 pkt Michał Potera (L) Zmiany: Piotr Łuka 0 pkt Juraj Zaťko 0 pkt | statystyki raport. siatka.org. [zarchiwizowane z tego adresu (2021-01-27)]. | Wyjściowe ustawienie: 22 pkt Wojciech Ferens 13 pkt Serhij Kapełuś 8 pkt José Luis González 8 pkt Wojciech Sobala 7 pkt Bartłomiej Neroj 6 pkt Łukasz Polański (L) Przemysław Czauderna Zmiany: 8 pkt Kamil Kwasowski 8 pkt Bartosz Bućko 1 pkt Grzegorz Pilarz 0 pkt Michał Błoński | Sędzia I: Maciej Kolendowski Sędzia II: Tomasz Flis Widzów: 1400 MVP: Grzegorz Szymański |  |

| 18.10.2014 | Cuprum Lubin | 3:1 (21:25, 25:23, 25:23, 25:20)                                            | Indykpol AZS Olsztyn | Hala WS, Lubin                                                                         |  |
| 18:00      | Wyjściowe ustawienie: Ivan Borovnjak 16 pkt Dmytro Paszycki 15 pkt Łukasz Kadziewicz 9 pkt Jeroen Trommel 9 pkt Marcel Gromadowski 3 pkt Grzegorz Łomacz 3 pkt Paweł Rusek (L) Zmiany: Szymon Romać 17 pkt Paweł Siezieniewski 5 pkt | statystyki raport. siatka.org. [zarchiwizowane z tego adresu (2021-01-28)]. | Wyjściowe ustawienie: 18 pkt Lévi Alves Cabral 13 pkt Grzegorz Szymański 9 pkt Miłosz Zniszczoł 4 pkt Piotr Hain 4 pkt Juraj Zaťko 3 pkt František Ogurčák (L) Michał Potera Zmiany: 6 pkt Paweł Adamajtis 6 pkt Piotr Łuka 0 pkt Maciej Dobrowolski | Sędzia I: Zbigniew Wolski Sędzia II: Maciej Maciejewski Widzów: 1950 MVP: Szymon Romać |  |

| 22.10.2014 | Indykpol AZS Olsztyn | 0:3 (18:25, 14:25, 15:25)                                                   | PGE Skra Bełchatów | Hala Urania, Olsztyn                                                                   |  |
| 18:00      | Wyjściowe ustawienie: Paweł Adamajtis 10 pkt František Ogurčák 5 pkt Miłosz Zniszczoł 5 pkt Lévi Alves Cabral 3 pkt Piotr Hain 3 pkt Juraj Zaťko 2 pkt Michał Potera (L) Zmiany: Krzysztof Gulak 2 pkt Piotr Łuka 0 pkt | statystyki raport. siatka.org. [zarchiwizowane z tego adresu (2021-01-24)]. | Wyjściowe ustawienie: 13 pkt Srećko Lisinac 12 pkt Mariusz Wlazły 11 pkt Nicolas Marechal 10 pkt Wojciech Włodarczyk 5 pkt Andrzej Wrona 2 pkt Nicolás Uriarte (L) Kacper Piechocki Zmiany: 4 pkt Maciej Muzaj 2 pkt Piotr Badura 0 pkt Aleksa Brđović | Sędzia I: Wojciech Maroszek Sędzia II: Marek Budzik Widzów: 2390 MVP: Kacper Piechocki |  |

| 25.10.2014 | Asseco Resovia Rzeszów | 3:0 (25:20, 25:16, 29:27)                                                   | Indykpol AZS Olsztyn | Hala Podpromie, Rzeszów                                                            |  |
| 17:00      | Wyjściowe ustawienie: Marko Ivović 19 pkt Jochen Schöps 11 pkt Paul Lotman 7 pkt Dawid Dryja 6 pkt Piotr Nowakowski 6 pkt Fabian Drzyzga 0 pkt Krzysztof Ignaczak (L) Zmiany: Dawid Konarski 7 pkt Nikołaj Penczew 3 pkt Łukasz Perłowski 0 pkt Lukáš Ticháček 0 pkt | statystyki raport. siatka.org. [zarchiwizowane z tego adresu (2021-01-25)]. | Wyjściowe ustawienie: 9 pkt Piotr Hain 6 pkt Paweł Adamajtis 5 pkt František Ogurčák 4 pkt Miłosz Zniszczoł 1 pkt Lévi Alves Cabral 0 pkt Maciej Dobrowolski (L) Michał Potera Zmiany: 10 pkt Grzegorz Szymański 6 pkt Piotr Łuka 0 pkt Juraj Zaťko | Sędzia I: Maciej Kolendowski Sędzia II: Tomasz Flis Widzów: 4200 MVP: Marko Ivović |  |

| 29.10.2014 | Indykpol AZS Olsztyn | 2:3 (24:26, 7:25, 27:25, 30:28, 11:15)                                      | Jastrzębski Węgiel | Hala Urania, Olsztyn                                                                      |  |
| 18:00      | Wyjściowe ustawienie: Paweł Adamajtis 23 pkt František Ogurčák 21 pkt Lévi Alves Cabral 16 pkt Piotr Hain 9 pkt Miłosz Zniszczoł 4 pkt Maciej Dobrowolski 1 pkt Michał Potera (L) Zmiany: Juraj Zaťko 4 pkt Grzegorz Szymański 1 pkt Maciej Zajder 1 pkt Piotr Łuka 0 pkt | statystyki raport. siatka.org. [zarchiwizowane z tego adresu (2021-01-19)]. | Wyjściowe ustawienie: 24 pkt Zbigniew Bartman 17 pkt Krzysztof Gierczyński 16 pkt Michał Łasko 15 pkt Patryk Czarnowski 13 pkt Alen Pajenk 2 pkt Michal Masný (L) Jakub Popiwczak Zmiany: 2 pkt Mateusz Malinowski 1 pkt Grzegorz Kosok 0 pkt Dimitris Filipow (L) Damian Wojtaszek | Sędzia I: Anna Niedbał Sędzia II: Mariusz Gadzina Widzów: 1800 MVP: Krzysztof Gierczyński |  |

| 08.11.2014 | ZAKSA Kędzierzyn-Koźle | 3:1 (32:34, 25:19, 25:15, 25:19)                                            | Indykpol AZS Olsztyn | Hala Azoty, Kędzierzyn-Koźle                                                        |  |
| 17:00      | Wyjściowe ustawienie: Dick Kooy 25 pkt Michał Ruciak 11 pkt Jurij Hładyr 7 pkt Paweł Zagumny 7 pkt Wojciech Kaźmierczak 5 pkt Kay van Dijk 3 pkt Paweł Zatorski (L) Zmiany: Dominik Witczak 19 pkt Krzysztof Rejno 3 pkt Nimir Abdel-Aziz 0 pkt Lucas Lóh 0 pkt Krzysztof Zapłacki 0 pkt | statystyki raport. siatka.org. [zarchiwizowane z tego adresu (2021-01-24)]. | Wyjściowe ustawienie: 20 pkt Lévi Alves Cabral 10 pkt Piotr Łuka 8 pkt Piotr Hain 8 pkt Maciej Zajder 3 pkt Juraj Zaťko 0 pkt Miłosz Zniszczoł 11 pkt Grzegorz Szymański Zmiany: 4 pkt Paweł Adamajtis 0 pkt Maciej Dobrowolski 0 pkt Krzysztof Gulak (L) Michał Potera | Sędzia I: Piotr Dudek Sędzia II: Paweł Burkiewicz Widzów: 1600 MVP: Dominik Witczak |  |

| 12.11.2014 | Indykpol AZS Olsztyn | 3:2 (25:22, 22:25, 25:21, 21:25, 15:7)                                      | MKS Banimex Będzin | Hala Urania, Olsztyn                                                                     |  |
| 18:00      | Wyjściowe ustawienie: Paweł Adamajtis 28 pkt Lévi Alves Cabral 20 pkt Piotr Hain 9 pkt Piotr Łuka 8 pkt Maciej Zajder 2 pkt Juraj Zaťko 1 pkt Michał Potera (L) Zmiany: Miłosz Zniszczoł 6 pkt Grzegorz Szymański 3 pkt Maciej Dobrowolski 1 pkt Bartosz Bednorz 0 pkt | statystyki raport. siatka.org. [zarchiwizowane z tego adresu (2021-01-28)]. | Wyjściowe ustawienie: 23 pkt Miłosz Hebda 21 pkt Mikołaj Sarnecki 7 pkt Mariusz Gaca 6 pkt Sebastian Warda 2 pkt Maciej Pawliński 1 pkt Jakub Oczko (L) Marcin Mierzejewski Zmiany: 5 pkt Michał Żuk 4 pkt Adrian Hunek 2 pkt Tomasz Kowalski (L) Robert Milczarek | Sędzia I: Marek Heyducki Sędzia II: Piotr Skowroński Widzów: 1200 MVP: Lévi Alves Cabral |  |

| 15.11.2014 | Indykpol AZS Olsztyn | 1:3 (15:25, 25:21, 30:32, 16:25)                                            | AZS Politechnika Warszawska | Hala Urania, Olsztyn                                                                   |  |
| 17:00      | Wyjściowe ustawienie: Piotr Łuka 11 pkt Paweł Adamajtis 8 pkt Piotr Hain 8 pkt Maciej Zajder 8 pkt Lévi Alves Cabral 0 pkt Juraj Zaťko 0 pkt Michał Potera (L) Zmiany: Grzegorz Szymański 15 pkt František Ogurčák 9 pkt Maciej Dobrowolski 1 pkt Bartosz Bednorz 0 pkt | statystyki raport. siatka.org. [zarchiwizowane z tego adresu (2021-01-27)]. | Wyjściowe ustawienie: 22 pkt Michał Filip 16 pkt Bartłomiej Lemański 15 pkt Aleksander Śliwka 13 pkt Dominik Depowski 6 pkt Mateusz Sacharewicz 3 pkt Piotr Lipiński (L) Maciej Olenderek Zmiany: 0 pkt Krzysztof Bieńkowski 0 pkt Bartłomiej Mordyl 0 pkt Patryk Strzeżek | Sędzia I: Piotr Król Sędzia II: Paweł Ignatowicz Widzów: 1500 MVP: Bartłomiej Lemański |  |

| 23.11.2014 | Cerrad Czarni Radom | 3:1 (25:18, 14:25, 25:13, 25:22)                                            | Indykpol AZS Olsztyn | Hala MOSiR, Radom                                                                             |  |
| 17:00      | Wyjściowe ustawienie: Bartłomiej Bołądź 21 pkt Wojciech Żaliński 11 pkt Bartłomiej Grzechnik 10 pkt Daniel Pliński 8 pkt Dirk Westphal 6 pkt Lukas Kampa 0 pkt Adam Kowalski (L) Zmiany: Mikko Oivanen 2 pkt Jakub Wachnik 2 pkt Michał Kędzierski 0 pkt Jacek Ratajczak 0 pkt | statystyki raport. siatka.org. [zarchiwizowane z tego adresu (2021-01-20)]. | Wyjściowe ustawienie: 20 pkt Lévi Alves Cabral 17 pkt Paweł Adamajtis 8 pkt Piotr Łuka 6 pkt Maciej Zajder 1 pkt Piotr Hain 1 pkt Juraj Zaťko (L) Michał Potera Zmiany: 0 pkt Bartosz Bednorz 0 pkt František Ogurčák 0 pkt Grzegorz Szymański 0 pkt Miłosz Zniszczoł | Sędzia I: Dariusz Jasiński Sędzia II: Piotr Skowroński Widzów: 1300 MVP: Bartłomiej Grzechnik |  |

| 26.11.2014 | Indykpol AZS Olsztyn | 3:0 (25:19, 25:20, 25:22)                                                   | Effector Kielce | Hala Urania, Olsztyn                                                                     |  |
| 18:00      | Wyjściowe ustawienie: Lévi Alves Cabral 17 pkt Grzegorz Szymański 12 pkt Maciej Zajder 9 pkt Piotr Hain 7 pkt Piotr Łuka 5 pkt Maciej Dobrowolski 2 pkt Michał Potera (L) Zmiany: Bartosz Bednorz 0 pkt | statystyki raport. siatka.org. [zarchiwizowane z tego adresu (2021-01-15)]. | Wyjściowe ustawienie: 12 pkt Arvydas Mišeikis 6 pkt Adrian Buchowski 5 pkt Rozalin Penczew 4 pkt Mateusz Bieniek 3 pkt Grzegorz Pająk 0 pkt Jędrzej Maćkowiak (L) Bartosz Kaczmarek Zmiany: 6 pkt Andreas Takvam 3 pkt Adrian Staszewski 1 pkt Marcin Janusz (L) Bartosz Sufa | Sędzia I: Piotr Skowroński Sędzia II: Maciej Maciejewski Widzów: 1000 MVP: Michał Potera |  |

| 30.11.2014 | AZS Częstochowa | 0:3 (14:25, 18:25, 23:25)                                                   | Indykpol AZS Olsztyn | Hala sportowa, Częstochowa                                                               |  |
| 18:00      | Wyjściowe ustawienie: Bartosz Janeczek 15 pkt Artur Udrys 5 pkt Rafał Szymura 4 pkt Mateusz Przybyła 3 pkt Michał Kaczyński 2 pkt Miguel Ángel de Amo 1 pkt Adrian Stańczak (L) Zmiany: Patryk Napiórkowski 5 pkt Mariusz Marcyniak 4 pkt Maksim Khilko 1 pkt Konrad Buczek 0 pkt | statystyki raport. siatka.org. [zarchiwizowane z tego adresu (2016-06-08)]. | Wyjściowe ustawienie: 18 pkt Grzegorz Szymański 11 pkt Maciej Zajder 8 pkt Lévi Alves Cabral 8 pkt Piotr Hain 7 pkt Piotr Łuka 2 pkt Maciej Dobrowolski (L) Michał Potera Zmiany: 1 pkt František Ogurčák 0 pkt Bartosz Bednorz | Sędzia I: Tomasz Janik Sędzia II: Maciej Twardowski Widzów: 1000 MVP: Grzegorz Szymański |  |

| 06.12.2014 | Indykpol AZS Olsztyn | 1:3 (20:25, 25:21, 12:25, 20:25)                                            | Lotos Trefl Gdańsk | Hala Urania, Olsztyn                                                                        |  |
| 14:45      | Wyjściowe ustawienie: Lévi Alves Cabral 14 pkt Grzegorz Szymański 12 pkt Maciej Zajder 7 pkt Miłosz Zniszczoł 7 pkt Piotr Łuka 6 pkt Maciej Dobrowolski 0 pkt Michał Potera (L) Zmiany: Paweł Adamajtis 5 pkt Bartosz Bednorz 3 pkt František Ogurčák 0 pkt Juraj Zaťko 0 pkt | statystyki raport. siatka.org. [zarchiwizowane z tego adresu (2021-01-22)]. | Wyjściowe ustawienie: 20 pkt Sebastian Schwarz 17 pkt Murphy Troy 16 pkt Mateusz Mika 11 pkt Bartosz Gawryszewski 10 pkt Wojciech Grzyb 2 pkt Marco Falaschi (L) Piotr Gacek | Sędzia I: Dariusz Jasiński Sędzia II: Maciej Twardowski Widzów: 1800 MVP: Sebastian Schwarz |  |

| 12.12.2014 | Transfer Bydgoszcz | 3:0 (25:20, 25:22, 25:21)                                                   | Indykpol AZS Olsztyn | Hala Łuczniczka, Bydgoszcz                                                                  |  |
| 18:00      | Wyjściowe ustawienie: Jakub Jarosz 13 pkt Justin Duff 5 pkt Wojciech Jurkiewicz 5 pkt Andrew John Nally 5 pkt Konstantin Čupković 2 pkt Paweł Woicki 1 pkt Dawid Murek (L) Zmiany: Dawid Gunia 7 pkt Steven Marshall 5 pkt Marcin Waliński 4 pkt Nikodem Wolański 1 pkt Tomasz Bonisławski (L) | statystyki raport. siatka.org. [zarchiwizowane z tego adresu (2021-01-25)]. | Wyjściowe ustawienie: 19 pkt Paweł Adamajtis 12 pkt František Ogurčák 7 pkt Bartosz Bednorz 5 pkt Maciej Zajder 4 pkt Miłosz Zniszczoł 0 pkt Juraj Zaťko (L) Michał Potera Zmiany: 0 pkt Maciej Dobrowolski | Sędzia I: Paweł Ignatowicz Sędzia II: Zbigniew Wolski Widzów: 2100 MVP: Wojciech Jurkiewicz |  |

| 20.12.2014 | BBTS Bielsko-Biała | 3:0 (25:16, 28:26, 25:19)                                                   | Indykpol AZS Olsztyn | Hala WS, Bielsko-Biała                                                            |  |
| 17:00      | Wyjściowe ustawienie: Serhij Kapełuś 22 pkt Wojciech Ferens 13 pkt José Luis González 11 pkt Wojciech Sobala 9 pkt Łukasz Polański 5 pkt Grzegorz Pilarz 2 pkt Michał Dębiec (L) Zmiany: Kamil Kwasowski 0 pkt Bartłomiej Neroj 0 pkt | statystyki raport. siatka.org. [zarchiwizowane z tego adresu (2016-04-05)]. | Wyjściowe ustawienie: 4 pkt Piotr Hain 2 pkt Lévi Alves Cabral 2 pkt Piotr Łuka 2 pkt Maciej Zajder 1 pkt Grzegorz Szymański 0 pkt Maciej Dobrowolski (L) Michał Potera Zmiany: 16 pkt Bartosz Bednorz 12 pkt Paweł Adamajtis 3 pkt Miłosz Zniszczoł 0 pkt Juraj Zaťko | Sędzia I: Marcin Herbik Sędzia II: Marek Heyducki Widzów: 850 MVP: Serhij Kapełuś |  |

| 29.12.2014 | Indykpol AZS Olsztyn | 0:3 (19:25, 17:25, 18:25)                                                   | Cuprum Lubin | Hala Urania, Olsztyn                                                               |  |
| 18:00      | Wyjściowe ustawienie: František Ogurčák 13 pkt Lévi Alves Cabral 7 pkt Grzegorz Szymański 5 pkt Maciej Zajder 4 pkt Piotr Hain 3 pkt Maciej Dobrowolski 0 pkt Michał Potera (L) Zmiany: Paweł Adamajtis 5 pkt Miłosz Zniszczoł 1 pkt | statystyki raport. siatka.org. [zarchiwizowane z tego adresu (2017-06-30)]. | Wyjściowe ustawienie: 16 pkt Ivan Borovnjak 16 pkt Szymon Romać 13 pkt Dmytro Paszycki 7 pkt Łukasz Kadziewicz 5 pkt Jeroen Trommel 1 pkt Grzegorz Łomacz (L) Paweł Rusek Zmiany: (L) Marcin Kryś | Sędzia I: Andrzej Kuchna Sędzia II: Tomasz Janik Widzów: 1500 MVP: Grzegorz Łomacz |  |

| 03.01.2015 | PGE Skra Bełchatów | 3:0 (25:21, 25:14, 26:24)                                                   | Indykpol AZS Olsztyn | Hala Energia, Bełchatów                                                                 |  |
| 15:00      | Wyjściowe ustawienie: Mariusz Wlazły 13 pkt Facundo Conte 12 pkt Andrzej Wrona 11 pkt Srećko Lisinac 7 pkt Michał Winiarski 6 pkt Nicolás Uriarte 1 pkt Kacper Piechocki (L) Zmiany: Nicolas Marechal 5 pkt Aleksa Brđović 0 pkt Ferdinand Tille (L) | statystyki raport. siatka.org. [zarchiwizowane z tego adresu (2021-01-25)]. | Wyjściowe ustawienie: 9 pkt František Ogurčák 5 pkt Grzegorz Szymański 5 pkt Maciej Zajder 4 pkt Lévi Alves Cabral 3 pkt Piotr Hain 1 pkt Maciej Dobrowolski (L) Michał Potera Zmiany: 5 pkt Paweł Adamajtis 4 pkt Bartosz Bednorz 1 pkt Piotr Łuka 0 pkt Juraj Zaťko | Sędzia I: Waldemar Niemczura Sędzia II: Marek Budzik Widzów: 2100 MVP: Kacper Piechocki |  |

| 10.01.2015 | Indykpol AZS Olsztyn | 3:2 (25:23, 25:15, 21:25, 19:25, 15:10)                                     | Asseco Resovia Rzeszów | Hala Urania, Olsztyn                                                                      |  |
| 14:00      | Wyjściowe ustawienie: Grzegorz Szymański 20 pkt Bartosz Bednorz 16 pkt František Ogurčák 16 pkt Piotr Hain 7 pkt Maciej Zajder 1 pkt Maciej Dobrowolski 0 pkt Michał Potera (L) Zmiany: Miłosz Zniszczoł 11 pkt Piotr Łuka 1 pkt Juraj Zaťko 1 pkt | statystyki raport. siatka.org. [zarchiwizowane z tego adresu (2021-01-25)]. | Wyjściowe ustawienie: 16 pkt Marko Ivović 15 pkt Nikołaj Penczew 12 pkt Piotr Nowakowski 8 pkt Dawid Dryja 5 pkt Jochen Schöps 2 pkt Fabian Drzyzga (L) Krzysztof Ignaczak Zmiany: 10 pkt Rafał Buszek 2 pkt Lukáš Ticháček 0 pkt Russell Holmes 0 pkt Paul Lotman 0 pkt Łukasz Perłowski | Sędzia I: Piotr Skowroński Sędzia II: Marek Heyducki Widzów: 1800 MVP: Grzegorz Szymański |  |

| 17.01.2015 | Jastrzębski Węgiel | 3:0 (25:20, 25:20, 25:21)                                                   | Indykpol AZS Olsztyn | Hala WS, Jastrzębie-Zdrój                                                               |  |
| 17:00      | Wyjściowe ustawienie: Patryk Czarnowski 13 pkt Michał Łasko 12 pkt Alen Pajenk 10 pkt Krzysztof Gierczyński 7 pkt Guillaume Quesque 6 pkt Michal Masný 1 pkt Damian Wojtaszek (L) Zmiany: Dimitris Filipow 0 pkt Grzegorz Kosok 0 pkt Mateusz Malinowski 0 pkt Jakub Popiwczak 0 pkt | statystyki raport. siatka.org. [zarchiwizowane z tego adresu (2021-01-25)]. | Wyjściowe ustawienie: 13 pkt Bartosz Bednorz 5 pkt Piotr Hain 5 pkt František Ogurčák 5 pkt Miłosz Zniszczoł 3 pkt Grzegorz Szymański 1 pkt Maciej Dobrowolski (L) Michał Potera Zmiany: 9 pkt Paweł Adamajtis 2 pkt Juraj Zaťko 1 pkt Piotr Łuka 0 pkt Lévi Alves Cabral 0 pkt Maciej Zajder | Sędzia I: Anna Niedbał Sędzia II: Maciej Twardowski Widzów: 2300 MVP: Patryk Czarnowski |  |

| 24.01.2015 | Indykpol AZS Olsztyn | 3:1 (26:24, 19:25, 25:17, 25:21)                                            | ZAKSA Kędzierzyn-Koźle | Hala Urania, Olsztyn                                                                   |  |
| 17:00      | Wyjściowe ustawienie: Paweł Adamajtis 21 pkt Bartosz Bednorz 14 pkt Piotr Hain 10 pkt František Ogurčák 10 pkt Miłosz Zniszczoł 8 pkt Maciej Dobrowolski 1 pkt Michał Potera (L) Zmiany: Juraj Zaťko 2 pkt Lévi Alves Cabral 1 pkt Piotr Łuka 1 pkt | statystyki raport. siatka.org. [zarchiwizowane z tego adresu (2021-01-19)]. | Wyjściowe ustawienie: 16 pkt Dick Kooy 12 pkt Kay van Dijk 11 pkt Łukasz Wiśniewski 8 pkt Lucas Lóh 8 pkt Krzysztof Rejno 5 pkt Paweł Zagumny (L) Paweł Zatorski Zmiany: 5 pkt Dominik Witczak 0 pkt Nimir Abdel-Aziz 0 pkt Michał Ruciak 0 pkt Maciej Zajder 0 pkt Krzysztof Zapłacki | Sędzia I: Marek Heyducki Sędzia II: Piotr Skowroński Widzów: 1800 MVP: Paweł Adamajtis |  |

| 02.02.2015 | MKS Banimex Będzin | 3:0 (25:22, 25:19, 25:18) | Indykpol AZS Olsztyn | Hala WS, Sosnowiec                                                                           |  |
| 18:00      | Wyjściowe ustawienie: Mikołaj Sarnecki 18 pkt Sebastian Warda 12 pkt Michał Żuk 9 pkt Mariusz Gaca 5 pkt Maciej Pawliński 4 pkt Tomasz Kowalski 1 pkt Robert Milczarek (L) Zmiany: Jakub Oczko 1 pkt | statystyki raport         | Wyjściowe ustawienie: 12 pkt František Ogurčák 11 pkt Paweł Adamajtis 7 pkt Miłosz Zniszczoł 6 pkt Bartosz Bednorz 4 pkt Piotr Hain 0 pkt Maciej Dobrowolski (L) Michał Potera Zmiany: 3 pkt Lévi Alves Cabral 1 pkt Juraj Zaťko 0 pkt Piotr Łuka | Sędzia I: Maciej Maciejewski Sędzia II: Jarosław Makowski Widzów: 1100 MVP: Mikołaj Sarnecki |  |

| 04.02.2015 | AZS Politechnika Warszawska | 0:3 (25:27, 22:25, 18:25)                                                   | Indykpol AZS Olsztyn | Arena Ursynów, Warszawa                                                                 |  |
| 19:00      | Wyjściowe ustawienie: Michał Filip 14 pkt Aleksander Śliwka 8 pkt Bartłomiej Lemański 7 pkt Waldemar Świrydowicz 4 pkt Artur Szalpuk 1 pkt Piotr Lipiński 0 pkt Maciej Olenderek (L) Zmiany: Jakub Radomski 9 pkt Krzysztof Bieńkowski 1 pkt Bartłomiej Mordyl 1 pkt Patryk Strzeżek 1 pkt Paweł Mikołajczak 0 pkt | statystyki raport. siatka.org. [zarchiwizowane z tego adresu (2016-04-07)]. | Wyjściowe ustawienie: 18 pkt Paweł Adamajtis 17 pkt Bartosz Bednorz 13 pkt Miłosz Zniszczoł 10 pkt František Ogurčák 5 pkt Piotr Hain 0 pkt Maciej Dobrowolski (L) Michał Potera Zmiany: 0 pkt Juraj Zaťko | Sędzia I: Piotr Skowroński Sędzia II: Katarzyna Sokół Widzów: 800 MVP: Miłosz Zniszczoł |  |

| 09.02.2015 | Indykpol AZS Olsztyn | 0:3 (22:25, 21:25, 18:25) | Cerrad Czarni Radom | Hala Urania, Olsztyn                                                                        |  |
| 18:00      | Wyjściowe ustawienie: Paweł Adamajtis 14 pkt Bartosz Bednorz 9 pkt Miłosz Zniszczoł 8 pkt Piotr Hain 6 pkt František Ogurčák 5 pkt Maciej Dobrowolski 1 pkt Michał Potera (L) Zmiany: Lévi Alves Cabral 0 pkt Piotr Łuka 0 pkt Juraj Zaťko 0 pkt | statystyki raport         | Wyjściowe ustawienie: 15 pkt Mikko Oivanen 15 pkt Wojciech Żaliński 14 pkt Dirk Westphal 8 pkt Daniel Pliński 2 pkt Lukas Kampa 2 pkt Michał Ostrowski (L) Adam Kowalski Zmiany: 0 pkt Bartłomiej Bołądź 0 pkt Michał Kędzierski | Sędzia I: Maciej Maciejewski Sędzia II: Zbigniew Wolski Widzów: 1200 MVP: Wojciech Żaliński |  |

| 15.02.2015 | Effector Kielce | 3:2 (21:25, 20:25, 25:20, 25:17, 15:11) | Indykpol AZS Olsztyn | Hala Legionów, Kielce                                                               |  |
| 17:00      | Wyjściowe ustawienie: Adrian Buchowski 18 pkt Mateusz Bieniek 12 pkt Jędrzej Maćkowiak 9 pkt Bartosz Krzysiek 7 pkt Grzegorz Pająk 6 pkt Humberto Machacon 5 pkt Bartosz Kaczmarek (L) Zmiany: Sławomir Jungiewicz 16 pkt Adrian Staszewski 5 pkt Marcin Janusz 0 pkt Bartosz Sufa 0 pkt | statystyki raport                       | Wyjściowe ustawienie: 18 pkt Paweł Adamajtis 15 pkt Bartosz Bednorz 15 pkt František Ogurčák 8 pkt Miłosz Zniszczoł 7 pkt Piotr Hain 0 pkt Maciej Dobrowolski (L) Michał Potera Zmiany: 2 pkt Juraj Zaťko 0 pkt Lévi Alves Cabral 0 pkt Piotr Łuka | Sędzia I: Waldemar Niemczura Sędzia II: Piotr Król Widzów: 1000 MVP: Grzegorz Pająk |  |

| 20.02.2015 | Indykpol AZS Olsztyn | 3:2 (22:25, 24:26, 25:17, 25:22, 15:12) | AZS Częstochowa | Hala Urania, Olsztyn                                                                |  |
| 18:00      | Wyjściowe ustawienie: Bartosz Bednorz 28 pkt Paweł Adamajtis 16 pkt František Ogurčák 16 pkt Piotr Hain 10 pkt Miłosz Zniszczoł 9 pkt Maciej Dobrowolski 3 pkt Michał Potera (L) Zmiany: Lévi Alves Cabral 0 pkt Piotr Łuka 0 pkt Juraj Zaťko 0 pkt | statystyki raport                       | Wyjściowe ustawienie: 19 pkt Bartosz Janeczek 17 pkt Guillaume Samica 12 pkt Mateusz Przybyła 10 pkt Rafał Szymura 10 pkt Artur Udrys 4 pkt Miguel Ángel de Amo (L) Adrian Stańczak Zmiany: 2 pkt Michał Kaczyński 1 pkt Konrad Buczek 0 pkt Maksim Khilko 0 pkt Patryk Napiórkowski | Sędzia I: Anna Niedbał Sędzia II: Mariusz Gadzina Widzów: 1200 MVP: Bartosz Bednorz |  |

#### Wyjściowe ustawienia i zmiany
| Nr                 | Imię i nazwisko    | 1      | 2      | 3      | 4      | 5      | 6      | 7      | 8      | 9      | 10    | 11    | 12    | 13    | 14    | 15    | 16    | 17    | 18    | 19    | 20    | 21    | 22    | 23    | 24    | 25    | 26    |
| ------------------ | ------------------ | ------ | ------ | ------ | ------ | ------ | ------ | ------ | ------ | ------ | ----- | ----- | ----- | ----- | ----- | ----- | ----- | ----- | ----- | ----- | ----- | ----- | ----- | ----- | ----- | ----- | ----- |
| 1                  | Maciej Dobrowolski | Z !    | Z !    | 6 !    | Z !    | ZZ !   | 6 !    | 6 !    | Z !    | Z !    | Z !   | ZZ !  | 6 !   | 2 !   | 2 !   | Z !   | 6 !   | 6 !   | 5 !   | 6 !   | 3 !   | 6 !   | 3 !   | 5 !   | 5 !   | 5 !   | 2 !   |
| 2                  | Krzysztof Gulak    | ZZ !   | Z !    | ZZ !   | ZZ !   | Z !    | ZZ !   | ZZ !   | Z !    | ZZ !   | ZZZ ! | ZZZ ! | ZZZ ! | ZZZ ! | ZZZ ! | ZZZ ! | ZZZ ! | ZZZ ! | ZZZ ! | ZZZ ! | ZZZ ! | ZZ !  | ZZZ ! | ZZZ ! | ZZ !  | ZZ !  | ZZ !  |
| 5                  | Jakub Bik          | ZZZ !  | ZZZ !  | ZZZ !  | ZZZ !  | ZZ !   | ZZZ !  | ZZZ !  | ZZ !   | ZZZ !  | ZZZ ! | ZZZ ! | ZZZ ! | ZZZ ! | ZZZ ! | ZZZ ! | ZZZ ! | ZZZ ! | ZZZ ! | ZZZ ! | ZZ !  | ZZZ ! | ZZ !  | ZZ !  | ZZ !  | ZZ !  | ZZ !  |
| 7                  | Bartosz Bednorz    | ZZZZ ! | ZZZZ ! | ZZZZ ! | ZZZZ ! | ZZZZ ! | ZZZZ ! | ZZZZ ! | ZZZZ ! | Z !    | Z !   | Z !   | Z !   | Z !   | Z !   | 4 !   | Z !   | ZZ !  | Z !   | 4 !   | 1 !   | 4 !   | 1 !   | 3 !   | 3 !   | 3 !   | 6 !   |
| 8                  | Miłosz Zniszczoł   | 4 !    | 5 !    | 2 !    | 2 !    | 2 !    | 2 !    | 2 !    | ZZ !   | Z !    | ZZ !  | Z !   | ZZ !  | ZZ !  | 1 !   | 5 !   | Z !   | Z !   | ZZ !  | Z !   | 2 !   | 5 !   | 2 !   | 4 !   | 4 !   | 4 !   | 1 !   |
| 9                  | Paweł Adamajtis    | Z !    | Z !    | ZZ !   | Z !    | 3 !    | 3 !    | 3 !    | Z !    | 3 !    | 3 !   | 3 !   | ZZ !  | ZZ !  | Z !   | 3 !   | Z !   | Z !   | Z !   | ZZ !  | Z !   | 3 !   | 6 !   | 2 !   | 2 !   | 2 !   | 5 !   |
| 10                 | Grzegorz Szymański | 5 !    | 6 !    | 3 !    | 3 !    | ZZZZ ! | Z !    | Z !    | 6 !    | Z !    | Z !   | Z !   | 3 !   | 5 !   | 5 !   | ZZ !  | 3 !   | 3 !   | 2 !   | 3 !   | 6 !   | ZZ !  | ZZZ ! | ZZZ ! | ZZZ ! | ZZZ ! | ZZZ ! |
| 11                 | Maciej Zajder      | ZZ !   | Z !    | ZZ !   | ZZ !   | ZZ !   | ZZ !   | Z !    | 5 !    | 2 !    | 2 !   | 2 !   | 2 !   | 4 !   | 4 !   | 2 !   | 2 !   | 2 !   | 1 !   | 5 !   | Z !   | ZZZ ! | ZZZ ! | ZZZ ! | ZZZ ! | ZZZ ! | ZZZ ! |
| 13                 | Piotr Łuka         | Z !    | Z !    | Z !    | Z !    | Z !    | Z !    | Z !    | 4 !    | 1 !    | 1 !   | 1 !   | 1 !   | 3 !   | 3 !   | ZZ !  | 1 !   | ZZ !  | Z !   | Z !   | Z !   | Z !   | Z !   | ZZ !  | Z !   | Z !   | Z !   |
| 14                 | Michał Potera      | L      | L      | L      | L      | L      | L      | L      | L      | L      | L     | L     | L     | L     | L     | L     | L     | L     | L     | L     | L     | L     | L     | L     | L     | L     | L     |
| 15                 | Juraj Zaťko        | 2 !    | 3 !    | Z !    | 6 !    | 6 !    | Z !    | Z !    | 3 !    | 6 !    | 6 !   | 6 !   | ZZ !  | ZZ !  | Z !   | 6 !   | Z !   | ZZ !  | Z !   | Z !   | Z !   | Z !   | Z !   | Z !   | Z !   | Z !   | Z !   |
| 16                 | Piotr Hain         | 1 !    | 2 !    | 5 !    | 5 !    | 5 !    | 5 !    | 5 !    | 2 !    | 5 !    | 5 !   | 5 !   | 5 !   | 1 !   | ZZZ ! | ZZ !  | 5 !   | 5 !   | 4 !   | 2 !   | 5 !   | 2 !   | 5 !   | 1 !   | 1 !   | 1 !   | 4 !   |
| 17                 | František Ogurčák  | 3 !    | 4 !    | 1 !    | 1 !    | 1 !    | 1 !    | 1 !    | ZZZZ ! | ZZZZ ! | Z !   | Z !   | ZZ !  | Z !   | Z !   | 1 !   | ZZZ ! | 1 !   | 6 !   | 1 !   | 4 !   | 1 !   | 4 !   | 6 !   | 6 !   | 6 !   | 3 !   |
| 18                 | Lévi Alves Cabral  | 6 !    | 1 !    | 4 !    | 4 !    | 4 !    | 4 !    | 4 !    | 1 !    | 4 !    | 4 !   | 4 !   | 4 !   | 6 !   | 6 !   | ZZ !  | 4 !   | 4 !   | 3 !   | ZZ !  | Z !   | Z !   | Z !   | ZZ !  | Z !   | Z !   | Z !   |
|                    |                    |        |        |        |        |        |        |        |        |        |       |       |       |       |       |       |       |       |       |       |       |       |       |       |       |       |       |
| Miejsce meczu      | Miejsce meczu      | W      | D      | D      | W      | D      | W      | D      | W      | D      | D     | W     | D     | W     | D     | W     | W     | D     | W     | D     | W     | D     | W     | W     | D     | W     | D     |
| Wynik meczu        | Wynik meczu        | P      | P      | Z      | P      | P      | P      | P      | P      | Z      | P     | P     | Z     | Z     | P     | P     | P     | P     | P     | Z     | P     | Z     | P     | Z     | P     | P     | Z     |
| Pozycja po kolejce | Pozycja po kolejce | 9      | 9      | 9      | 11     | 11     | 12     | 12     | 12     | 11     | 12    | 12    | 11    | 10    | 10    | 10    | 10    | 10    | 11    | 12    | 12    | 10    | 12    | 11    | 11    | 11    | 10    |

Legenda:
| – | zawodnicy w wyjściowym ustawieniu (cyfra oznacza strefę, w której rozpoczynali mecz) |
|   | zawodnicy wchodzący na zmiany                                                        |
| L | libero                                                                               |

|  | zawodnicy, którzy znaleźli się w meczowym składzie, ale nie weszli na boisko w trakcie meczu |
|  | zawodnicy, którzy nie znaleźli się w meczowym składzie                                       |
|  | niedyspozycja z powodu kontuzji lub innych problemów zdrowotnych                             |

### Faza playoff

#### Wyniki spotkań

##### Mecze o udział w rywalizacji o miejsca 5-12 (dwumecz)
| 25.02.2015 | Indykpol AZS Olsztyn | 3:2 (23:25, 25:23, 14:25, 25:18, 18:16) | AZS Politechnika Warszawska | Hala Urania, Olsztyn                                                             |  |
| 18:00      | Wyjściowe ustawienie: Paweł Adamajtis 29 pkt Bartosz Bednorz 12 pkt Piotr Hain 11 pkt František Ogurčák 10 pkt Miłosz Zniszczoł 9 pkt Maciej Dobrowolski 0 pkt Michał Potera (L) Zmiany: Lévi Alves Cabral 8 pkt Juraj Zaťko 5 pkt Piotr Łuka 2 pkt | statystyki raport                       | Wyjściowe ustawienie: 19 pkt Paweł Mikołajczak 15 pkt Artur Szalpuk 15 pkt Waldemar Świrydowicz 13 pkt Aleksander Śliwka 8 pkt Piotr Lipiński 6 pkt Bartłomiej Lemański (L) Maciej Olenderek Zmiany: 5 pkt Bartłomiej Mordyl 1 pkt Dominik Depowski 1 pkt Michał Filip 1 pkt Jakub Radomski | Sędzia I: Andrzej Kuchna Sędzia II: Piotr Król Widzów: 1000 MVP: Paweł Adamajtis |  |

| 01.03.2015 | AZS Politechnika Warszawska | 3:0 (25:15, 25:11, 25:18) | Indykpol AZS Olsztyn | Arena Ursynów, Warszawa                                                               |  |
| 17:00      | Wyjściowe ustawienie: Michał Filip 17 pkt Aleksander Śliwka 10 pkt Waldemar Świrydowicz 10 pkt Artur Szalpuk 9 pkt Bartłomiej Lemański 4 pkt Piotr Lipiński 1 pkt Maciej Olenderek (L) Zmiany: Paweł Mikołajczak 0 pkt | statystyki raport         | Wyjściowe ustawienie: 11 pkt Paweł Adamajtis 9 pkt Bartosz Bednorz 5 pkt Piotr Hain 1 pkt Maciej Dobrowolski 1 pkt Miłosz Zniszczoł 0 pkt František Ogurčák (L) Michał Potera Zmiany: 4 pkt Piotr Łuka 1 pkt Juraj Zaťko 0 pkt Krzysztof Gulak 0 pkt Maciej Zajder | Sędzia I: Agnieszka Michlic Sędzia II: Marek Heyducki Widzów: 900 MVP: Piotr Lipiński |  |

##### Mecze o miejsca 5-12 (dwumecz)
| 07.03.2015 | Indykpol AZS Olsztyn | 3:2 (21:25, 25:22, 25:20, 22:25, 15:12) | ZAKSA Kędzierzyn-Koźle | Hala Urania, Olsztyn                                                                      |  |
| 17:00      | Wyjściowe ustawienie: František Ogurčák 20 pkt Bartosz Bednorz 14 pkt Lévi Alves Cabral 14 pkt Piotr Hain 13 pkt Miłosz Zniszczoł 6 pkt Maciej Dobrowolski 3 pkt Michał Potera (L) Zmiany: Piotr Łuka 0 pkt Juraj Zaťko 0 pkt | statystyki raport                       | Wyjściowe ustawienie: 24 pkt Dominik Witczak 20 pkt Dick Kooy 8 pkt Krzysztof Rejno 6 pkt Nimir Abdel-Aziz 6 pkt Lucas Lóh 6 pkt Łukasz Wiśniewski (L) Paweł Zatorski Zmiany: 2 pkt Michał Ruciak 0 pkt Wojciech Kaźmierczak 0 pkt Paweł Zagumny | Sędzia I: Jacek Broński Sędzia II: Jarosław Makowski Widzów: 1800 MVP: Maciej Dobrowolski |  |

| 17.03.2015 | ZAKSA Kędzierzyn-Koźle | 3:0 (25:17, 25:19, 25:14)                                                   | Indykpol AZS Olsztyn | Hala Azoty, Kędzierzyn-Koźle                                                     |  |
| 18:00      | Wyjściowe ustawienie: Jurij Hładyr 13 pkt Dick Kooy 11 pkt Łukasz Wiśniewski 11 pkt Michał Ruciak 6 pkt Dominik Witczak 5 pkt Paweł Zagumny 1 pkt Paweł Zatorski (L) Zmiany: Kay van Dijk 11 pkt Lucas Lóh 0 pkt Krzysztof Rejno 0 pkt | statystyki raport. siatka.org. [zarchiwizowane z tego adresu (2016-05-27)]. | Wyjściowe ustawienie: 14 pkt Lévi Alves Cabral 6 pkt František Ogurčák 4 pkt Miłosz Zniszczoł 2 pkt Bartosz Bednorz 1 pkt Piotr Hain 0 pkt Maciej Dobrowolski (L) Michał Potera Zmiany: 2 pkt Piotr Łuka 0 pkt Juraj Zaťko | Sędzia I: Marek Budzik Sędzia II: Piotr Król Widzów: 1300 MVP: Łukasz Wiśniewski |  |

##### Mecze o miejsca 9-12 (dwumecz)
| 22.03.2015 | Effector Kielce | 2:3 (21:25, 25:23, 25:19, 19:25, 11:15) | Indykpol AZS Olsztyn | Hala Legionów, Kielce                                                                     |  |
| 17:30      | Wyjściowe ustawienie: Adrian Staszewski 21 pkt Sławomir Jungiewicz 13 pkt Rozalin Penczew 13 pkt Mateusz Bieniek 11 pkt Jędrzej Maćkowiak 3 pkt Grzegorz Pająk 1 pkt Bartosz Kaczmarek (L) Zmiany: Andreas Takvam 9 pkt Marcin Janusz 4 pkt Humberto Machacon 2 pkt Bartosz Krzysiek 0 pkt Bartosz Sufa 0 pkt | statystyki raport                       | Wyjściowe ustawienie: 23 pkt Lévi Alves Cabral 20 pkt Bartosz Bednorz 9 pkt Miłosz Zniszczoł 6 pkt Piotr Hain 3 pkt František Ogurčák 2 pkt Maciej Dobrowolski (L) Michał Potera Zmiany: 5 pkt Paweł Adamajtis 1 pkt Piotr Łuka 0 pkt Juraj Zaťko | Sędzia I: Andrzej Kuchna Sędzia II: Wojciech Maroszek Widzów: 1500 MVP: Lévi Alves Cabral |  |

| 28.03.2015 | Indykpol AZS Olsztyn | 3:1 (25:23, 25:21, 22:25, 25:20) | Effector Kielce | Hala Urania, Olsztyn                                                                |  |
| 16:00      | Wyjściowe ustawienie: Lévi Alves Cabral 23 pkt Bartosz Bednorz 13 pkt Miłosz Zniszczoł 13 pkt Piotr Hain 10 pkt František Ogurčák 5 pkt Maciej Dobrowolski 0 pkt Michał Potera (L) Zmiany: Juraj Zaťko 0 pkt | statystyki raport                | Wyjściowe ustawienie: 23 pkt Sławomir Jungiewicz 13 pkt Andreas Takvam 12 pkt Adrian Staszewski 8 pkt Jędrzej Maćkowiak 7 pkt Grzegorz Pająk 1 pkt Rozalin Penczew (L) Bartosz Kaczmarek Zmiany: 7 pkt Humberto Machacon 0 pkt Marcin Janusz 0 pkt Bartosz Krzysiek | Sędzia I: Tomasz Janik Sędzia II: Marcin Herbik Widzów: 1500 MVP: Lévi Alves Cabral |  |

##### Mecze o 9. miejsce (dwumecz)
| 11.04.2015 | Indykpol AZS Olsztyn | 1:3 (19:25, 22:25, 25:23, 25:27)                                            | Cerrad Czarni Radom | Hala Urania, Olsztyn                                                                       |  |
| 17:00      | Wyjściowe ustawienie: Lévi Alves Cabral 17 pkt Bartosz Bednorz 13 pkt Miłosz Zniszczoł 10 pkt Piotr Hain 8 pkt Maciej Dobrowolski 1 pkt František Ogurčák 1 pkt Michał Potera (L) Zmiany: Paweł Adamajtis 15 pkt Juraj Zaťko 0 pkt | statystyki raport. siatka.org. [zarchiwizowane z tego adresu (2016-04-04)]. | Wyjściowe ustawienie: 16 pkt Dirk Westphal 15 pkt Bartłomiej Bołądź 12 pkt Bartłomiej Grzechnik 9 pkt Wojciech Żaliński 7 pkt Daniel Pliński 1 pkt Lukas Kampa (L) Adam Kowalski Zmiany: 3 pkt Mikko Oivanen 1 pkt Michał Kędzierski 1 pkt Jakub Wachnik | Sędzia I: Jarosław Makowski Sędzia II: Piotr Skowroński Widzów: 800 MVP: Bartłomiej Bołądź |  |

| 17.04.2015 | Cerrad Czarni Radom | 3:0 (25:21, 25:19, 25:12) | Indykpol AZS Olsztyn | Hala MOSiR, Radom                                                                      |  |
| 18:00      | Wyjściowe ustawienie: Bartłomiej Bołądź 15 pkt Wojciech Żaliński 12 pkt Dirk Westphal 9 pkt Bartłomiej Grzechnik 7 pkt Daniel Pliński 5 pkt Lukas Kampa 3 pkt Adam Kowalski (L) Zmiany: Jakub Wachnik 2 pkt Mikko Oivanen 1 pkt Igor Grobelny 0 pkt Kamil Gutkowski 0 pkt Michał Kędzierski 0 pkt | statystyki raport         | Wyjściowe ustawienie: 10 pkt Paweł Adamajtis 7 pkt Piotr Łuka 5 pkt Piotr Hain 5 pkt Miłosz Zniszczoł 4 pkt Bartosz Bednorz 0 pkt Maciej Dobrowolski (L) Michał Potera Zmiany: 3 pkt Juraj Zaťko 2 pkt Maciej Zajder 1 pkt Lévi Alves Cabral 0 pkt Jakub Bik | Sędzia I: Andrzej Kuchna Sędzia II: Marek Heyducki Widzów: 1000 MVP: Bartłomiej Bołądź |  |

#### Wyjściowe ustawienia i zmiany
| 1             | Maciej Dobrowolski | 3 !   | 5 !   | 6 !   | 5 !   | 5 !   | 5 !   | 5 !   | 6 !   |  |  |  |  |  |  |  |  |  |  |  |  |  |  |
| 2             | Krzysztof Gulak    | ZZ !  | Z !   | ZZ !  | ZZZ ! | ZZZ ! | ZZZ ! | ZZ !  | ZZZ ! |  |  |  |  |  |  |  |  |  |  |  |  |  |  |
| 5             | Jakub Bik          | ZZZ ! | ZZ !  | ZZ !  | ZZ !  | ZZ !  | ZZ !  | ZZZ ! | Z !   |  |  |  |  |  |  |  |  |  |  |  |  |  |  |
| 7             | Bartosz Bednorz    | 1 !   | 3 !   | 4 !   | 3 !   | 3 !   | 3 !   | 3 !   | 4 !   |  |  |  |  |  |  |  |  |  |  |  |  |  |  |
| 8             | Miłosz Zniszczoł   | 2 !   | 4 !   | 5 !   | 4 !   | 4 !   | 4 !   | 4 !   | 5 !   |  |  |  |  |  |  |  |  |  |  |  |  |  |  |
| 9             | Paweł Adamajtis    | 6 !   | 2 !   | ZZZ ! | ZZ !  | Z !   | ZZ !  | Z !   | 3 !   |  |  |  |  |  |  |  |  |  |  |  |  |  |  |
| 10            | Grzegorz Szymański | ZZZ ! | ZZZ ! | ZZZ ! | ZZZ ! | ZZZ ! | ZZZ ! | ZZZ ! | ZZZ ! |  |  |  |  |  |  |  |  |  |  |  |  |  |  |
| 11            | Maciej Zajder      | ZZ !  | Z !   | ZZ !  | ZZ !  | ZZ !  | ZZ !  | ZZ !  | Z !   |  |  |  |  |  |  |  |  |  |  |  |  |  |  |
| 13            | Piotr Łuka         | Z !   | Z !   | Z !   | Z !   | Z !   | ZZ !  | ZZ !  | 1 !   |  |  |  |  |  |  |  |  |  |  |  |  |  |  |
| 14            | Michał Potera      | L     | L     | L     | L     | L     | L     | L     | L     |  |  |  |  |  |  |  |  |  |  |  |  |  |  |
| 15            | Juraj Zaťko        | Z !   | Z !   | Z !   | Z !   | Z !   | Z !   | Z !   | Z !   |  |  |  |  |  |  |  |  |  |  |  |  |  |  |
| 16            | Piotr Hain         | 5 !   | 1 !   | 2 !   | 1 !   | 1 !   | 1 !   | 1 !   | 2 !   |  |  |  |  |  |  |  |  |  |  |  |  |  |  |
| 17            | František Ogurčák  | 4 !   | 6 !   | 1 !   | 6 !   | 6 !   | 6 !   | 6 !   | ZZ !  |  |  |  |  |  |  |  |  |  |  |  |  |  |  |
| 18            | Lévi Alves Cabral  | Z !   | ZZZ ! | 3 !   | 2 !   | 2 !   | 2 !   | 2 !   | Z !   |  |  |  |  |  |  |  |  |  |  |  |  |  |  |
|               |                    |       |       |       |       |       |       |       |       |  |  |  |  |  |  |  |  |  |  |  |  |  |  |
| Miejsce meczu | Miejsce meczu      | D     | W     | D     | W     | W     | D     | D     | W     |  |  |  |  |  |  |  |  |  |  |  |  |  |  |
| Wynik meczu   | Wynik meczu        | Z     | P     | Z     | P     | Z     | Z     | P     | P     |  |  |  |  |  |  |  |  |  |  |  |  |  |  |

Legenda:
| – | zawodnicy w wyjściowym ustawieniu (cyfra oznacza strefę, w której rozpoczynali mecz) |
|   | zawodnicy wchodzący na zmiany                                                        |
| L | libero                                                                               |

|  | zawodnicy, którzy znaleźli się w meczowym składzie, ale nie weszli na boisko w trakcie meczu |
|  | zawodnicy, którzy nie znaleźli się w meczowym składzie                                       |
|  | niedyspozycja z powodu kontuzji lub innych problemów zdrowotnych                             |

## Mecze w Pucharze Polski

### Runda VII
| 04.01.2015 | PGE Skra Bełchatów | 3:1 (22:25, 25:14, 25:22, 25:19) | Indykpol AZS Olsztyn | Hala Energia, Bełchatów                                               |  |
| 15:00      | Wyjściowe ustawienie: Facundo Conte 17 pkt Srećko Lisinac 17 pkt Michał Winiarski 16 pkt Karol Kłos 14 pkt Mariusz Wlazły 13 pkt Nicolás Uriarte 3 pkt Kacper Piechocki (L) Zmiany: Aleksa Brđović 0 pkt Nicolas Marechal 0 pkt Andrzej Wrona 0 pkt Ferdinand Tille (L) | raport                           | Wyjściowe ustawienie: 18 pkt Bartosz Bednorz 9 pkt František Ogurčák 9 pkt Grzegorz Szymański 9 pkt Miłosz Zniszczoł 0 pkt Maciej Dobrowolski 0 pkt Piotr Hain (L) Michał Potera Zmiany: 8 pkt Maciej Zajder 1 pkt Paweł Adamajtis 0 pkt Piotr Łuka 0 pkt Juraj Zaťko | Sędzia I: Marek Budzik Sędzia II: Waldemar Niemczura Widzów: ? MVP: ? |  |

## Statystyki
Statystyki obejmują wszystkie mecze rozegrane w ramach PlusLigi w sezonie 2013/2014. Pierwsza tabela przedstawia osiągnięcia zawodników w poszczególnych elementach na tle całej drużyny. Pozostałe tabele przedstawiają indywidualne osiągnięcia zawodników w wybranych rankingach na tle wszystkich zawodników z pozostałych drużyn.

### Cała drużyna
| Nr           | Zawodnik           | Roz. sety | PUNKTY | PUNKTY | PUNKTY | ZAGRYWKA | ZAGRYWKA | ZAGRYWKA | ZAGRYWKA | ZAGRYWKA | PRZYJĘCIE | PRZYJĘCIE | PRZYJĘCIE | PRZYJĘCIE | PRZYJĘCIE | PRZYJĘCIE | ATAK | ATAK | ATAK | ATAK | ATAK | ATAK | BLOK | BLOK | BLOK |
| Nr           | Zawodnik           | Roz. sety | Suma   | ZP1    | ZPK    | Suma     | ZP       | SP       | ANS      | EZ       | Suma      | SP        | NEG       | BDB       | %BDB      | EP        | Suma | SP   | AZ   | ZPA  | %A   | EA   | SP   | ZP   | BNS  |
| ------------ | ------------------ | --------- | ------ | ------ | ------ | -------- | -------- | -------- | -------- | -------- | --------- | --------- | --------- | --------- | --------- | --------- | ---- | ---- | ---- | ---- | ---- | ---- | ---- | ---- | ---- |
| 1            | Maciej Dobrowolski | 104       | 23     | 11     | 12     | 286      | 4        | 15       | 0,0      | -4%      | 5         | 2         | 2         | 0         | 0%        | -40%      | 38   | 4    | 5    | 14   | 37%  | 26%  | 2    | 5    | 0,0  |
| 2            | Krzysztof Gulak    | 4         | 4      | 3      | 1      | 5        | 1        | 2        | 0,3      | -20%     | 26        | 3         | 10        | 6         | 23%       | 12%       | 11   | 4    | 3    | 3    | 27%  | -9%  | 0    | 0    | 0,0  |
| 5            | Jakub Bik          | 1         | 0      | 0      | 0      | 0        | 0        | 0        | 0,0      | –        | 1         | 0         | 0         | 1         | 100%      | 100%      | 0    | 0    | 0    | 0    | –    | –    | 0    | 0    | 0,0  |
| 7            | Bartosz Bednorz    | 82        | 235    | 150    | 85     | 229      | 17       | 63       | 0,2      | -20%     | 485       | 47        | 106       | 154       | 32%       | 22%       | 407  | 36   | 40   | 181  | 44%  | 36%  | 6    | 37   | 0,5  |
| 8            | Miłosz Zniszczoł   | 106       | 194    | 133    | 61     | 347      | 15       | 38       | 0,1      | -7%      | 21        | 1         | 2         | 5         | 24%       | 19%       | 256  | 14   | 23   | 133  | 52%  | 46%  | 7    | 46   | 0,4  |
| 9            | Paweł Adamajtis    | 81        | 328    | 245    | 83     | 238      | 6        | 73       | 0,1      | -28%     | 2         | 2         | 0         | 0         | 0%        | -100%     | 658  | 51   | 98   | 286  | 43%  | 36%  | 6    | 36   | 0,4  |
| 10           | Grzegorz Szymański | 53        | 185    | 125    | 60     | 171      | 9        | 26       | 0,2      | -10%     | 2         | 1         | 0         | 1         | 50%       | 0%        | 423  | 38   | 59   | 161  | 38%  | 29%  | 2    | 15   | 0,3  |
| 11           | Maciej Zajder      | 43        | 70     | 44     | 26     | 133      | 3        | 23       | 0,1      | -15%     | 4         | 0         | 1         | 0         | 0%        | 0%        | 89   | 6    | 5    | 47   | 53%  | 46%  | 5    | 20   | 0,5  |
| 13           | Piotr Łuka         | 72        | 89     | 61     | 28     | 190      | 6        | 29       | 0,1      | -12%     | 323       | 46        | 54        | 98        | 30%       | 16%       | 211  | 19   | 26   | 80   | 38%  | 29%  | 0    | 3    | 0,0  |
| 14           | Michał Potera      | 132       | 0      | 0      | 0      | 0        | 0        | 0        | 0,0      | –        | 637       | 60        | 91        | 185       | 29%       | 20%       | 0    | 0    | 0    | 0    | –    | –    | 0    | 0    | 0,0  |
| 15           | Juraj Zaťko        | 95        | 35     | 10     | 25     | 126      | 6        | 17       | 0,1      | -9%      | 5         | 2         | 2         | 0         | 0%        | -40%      | 20   | 1    | 0    | 9    | 45%  | 40%  | 3    | 20   | 0,2  |
| 16           | Piotr Hain         | 124       | 220    | 127    | 93     | 423      | 18       | 34       | 0,1      | -4%      | 24        | 4         | 3         | 11        | 46%       | 29%       | 235  | 11   | 12   | 123  | 52%  | 48%  | 12   | 79   | 0,6  |
| 17           | František Ogurčák  | 99        | 255    | 161    | 94     | 296      | 17       | 44       | 0,2      | -9%      | 601       | 55        | 105       | 162       | 27%       | 18%       | 509  | 36   | 45   | 211  | 41%  | 34%  | 6    | 27   | 0,3  |
| 18           | Lévi Alves Cabral  | 98        | 289    | 190    | 99     | 300      | 26       | 57       | 0,3      | -10%     | 380       | 59        | 59        | 95        | 25%       | 9%        | 591  | 49   | 60   | 246  | 42%  | 33%  | 2    | 17   | 0,2  |
| Cała drużyna | Cała drużyna       | 132       | 1927   | 1260   | 667    | 2744     | 128      | 421      | 1,0      | -11%     | 2516      | 282       | 435       | 718       | 29%       | 17%       | 3448 | 269  | 376  | 1494 | 43%  | 36%  | 51   | 305  | 2,3  |

### Ranking najlepiej atakujących
| Poz. | Zawodnik           | Drużyna              | Roz. mecze (sety) | Ataków punktowych | Średnia na set |
| ---- | ------------------ | -------------------- | ----------------- | ----------------- | -------------- |
| 1    | Troy Murphy        | Lotos Trefl Gdańsk   | 35 (135)          | 495               | 3,67           |
| 2    | Jakub Jarosz       | Transfer Bydgoszcz   | 32 (122)          | 445               | 3,65           |
| 3    | Mateusz Mika       | Lotos Trefl Gdańsk   | 35 (139)          | 442               | 3,18           |
| 21   | Paweł Adamajtis    | Indykpol AZS Olsztyn | 27 (81)           | 286               | 3,53           |
| 37   | Lévi Alves Cabral  | Indykpol AZS Olsztyn | 30 (98)           | 246               | 2,51           |
| 41   | František Ogurčák  | Indykpol AZS Olsztyn | 29 (99)           | 211               | 2,13           |
| 49   | Bartosz Bednorz    | Indykpol AZS Olsztyn | 25 (82)           | 181               | 2,21           |
| 56   | Grzegorz Szymański | Indykpol AZS Olsztyn | 18 (53)           | 161               | 3,04           |
| 67   | Miłosz Zniszczoł   | Indykpol AZS Olsztyn | 29 (106)          | 133               | 1,25           |
| 71   | Piotr Hain         | Indykpol AZS Olsztyn | 32 (124)          | 123               | 0,99           |
| 91   | Piotr Łuka         | Indykpol AZS Olsztyn | 29 (72)           | 80                | 1,11           |
| 111  | Maciej Zajder      | Indykpol AZS Olsztyn | 17 (43)           | 47                | 1,09           |
| 141  | Maciej Dobrowolski | Indykpol AZS Olsztyn | 32 (104)          | 14                | 0,13           |
| 150  | Juraj Zaťko        | Indykpol AZS Olsztyn | 31 (95)           | 9                 | 0,09           |
| 160  | Krzysztof Gulak    | Indykpol AZS Olsztyn | 4 (4)             | 3                 | 0,75           |
| 172  | Jakub Bik          | Indykpol AZS Olsztyn | 1 (1)             | 0                 | 0              |
| 196  | Michał Potera      | Indykpol AZS Olsztyn | 34 (132)          | 0                 | 0              |

### Ranking najlepiej blokujących
| Poz. | Zawodnik             | Drużyna              | Roz. mecze (sety) | Bloków punktowych | Średnia na set |
| ---- | -------------------- | -------------------- | ----------------- | ----------------- | -------------- |
| 1    | Dmytro Paszycki      | MKS Cuprum Lubin     | 35 (139)          | 116               | 0,83           |
| 2    | Piotr Nowakowski     | Asseco Resovia       | 32 (123)          | 83                | 0,67           |
| 3    | Bartosz Gawryszewski | Lotos Trefl Gdańsk   | 35 (135)          | 82                | 0,61           |
| 4    | Piotr Hain           | Indykpol AZS Olsztyn | 32 (124)          | 79                | 0,64           |
| 32   | Miłosz Zniszczoł     | Indykpol AZS Olsztyn | 29 (106)          | 46                | 0,43           |
| 47   | Bartosz Bednorz      | Indykpol AZS Olsztyn | 25 (82)           | 37                | 0,45           |
| 51   | Paweł Adamajtis      | Indykpol AZS Olsztyn | 27 (81)           | 36                | 0,44           |
| 66   | František Ogurčák    | Indykpol AZS Olsztyn | 29 (99)           | 27                | 0,27           |
| 89   | Maciej Zajder        | Indykpol AZS Olsztyn | 17 (43)           | 20                | 0,47           |
| 95   | Juraj Zaťko          | Indykpol AZS Olsztyn | 31 (95)           | 20                | 0,21           |
| 104  | Lévi Alves Cabral    | Indykpol AZS Olsztyn | 30 (98)           | 17                | 0,17           |
| 109  | Grzegorz Szymański   | Indykpol AZS Olsztyn | 18 (53)           | 15                | 0,28           |
| 145  | Maciej Dobrowolski   | Indykpol AZS Olsztyn | 32 (104)          | 5                 | 0,05           |
| 153  | Piotr Łuka           | Indykpol AZS Olsztyn | 29 (72)           | 3                 | 0,04           |
| 170  | Jakub Bik            | Indykpol AZS Olsztyn | 1 (1)             | 0                 | 0              |
| 173  | Krzysztof Gulak      | Indykpol AZS Olsztyn | 4 (4)             | 0                 | 0              |
| 196  | Michał Potera        | Indykpol AZS Olsztyn | 34 (132)          | 0                 | 0              |

### Ranking najlepiej przyjmujących
| Poz. | Zawodnik          | Drużyna              | Roz. mecze (sety) | Perfekcyjne przyjęcie | Liczba przyjęć zagrywki |
| ---- | ----------------- | -------------------- | ----------------- | --------------------- | ----------------------- |
| 1    | Guillaume Samica  | AZS Częstochowa      | 15 (57)           | 44,79%                | 355                     |
| 2    | Kacper Piechocki  | PGE Skra Bełchatów   | 37 (99)           | 34,15%                | 492                     |
| 3    | Adrian Buchowski  | Effector Kielce      | 28 (101)          | 33,57%                | 563                     |
| 9    | Bartosz Bednorz   | Indykpol AZS Olsztyn | 26 (82)           | 31,75%                | 485                     |
| 13   | Piotr Łuka        | Indykpol AZS Olsztyn | 34 (72)           | 30,34%                | 323                     |
| 18   | Michał Potera     | Indykpol AZS Olsztyn | 34 (132)          | 29,04%                | 637                     |
| 27   | František Ogurčák | Indykpol AZS Olsztyn | 31 (99)           | 26,96%                | 601                     |
| 45   | Krzysztof Gulak   | Indykpol AZS Olsztyn | 17 (4)            | 23,08%                | 26                      |

### Ranking najlepiej punktujących
| Poz. | Zawodnik           | Drużyna              | Roz. mecze (sety) | Zdobytych punktów | Średnia na set |
| ---- | ------------------ | -------------------- | ----------------- | ----------------- | -------------- |
| 1    | Troy Murphy        | Lotos Trefl Gdańsk   | 35 (135)          | 586               | 4,34           |
| 2    | Michał Łasko       | Jastrzębski Węgiel   | 34 (126)          | 534               | 4,24           |
| 3    | Mateusz Mika       | Lotos Trefl Gdańsk   | 35 (139)          | 523               | 3,76           |
| 25   | Paweł Adamajtis    | Indykpol AZS Olsztyn | 27 (81)           | 328               | 4,05           |
| 39   | Lévi Alves Cabral  | Indykpol AZS Olsztyn | 30 (98)           | 289               | 2,95           |
| 46   | František Ogurčák  | Indykpol AZS Olsztyn | 29 (99)           | 255               | 2,58           |
| 52   | Bartosz Bednorz    | Indykpol AZS Olsztyn | 25 (82)           | 235               | 2,87           |
| 56   | Piotr Hain         | Indykpol AZS Olsztyn | 32 (124)          | 220               | 1,77           |
| 61   | Miłosz Zniszczoł   | Indykpol AZS Olsztyn | 29 (106)          | 194               | 1,83           |
| 65   | Grzegorz Szymański | Indykpol AZS Olsztyn | 18 (53)           | 185               | 3,49           |
| 101  | Piotr Łuka         | Indykpol AZS Olsztyn | 29 (72)           | 89                | 1,24           |
| 117  | Maciej Zajder      | Indykpol AZS Olsztyn | 17 (43)           | 70                | 1,63           |
| 135  | Juraj Zaťko        | Indykpol AZS Olsztyn | 31 (95)           | 35                | 0,37           |
| 143  | Maciej Dobrowolski | Indykpol AZS Olsztyn | 32 (104)          | 23                | 0,22           |
| 166  | Krzysztof Gulak    | Indykpol AZS Olsztyn | 4 (4)             | 4                 | 1              |
| 178  | Jakub Bik          | Indykpol AZS Olsztyn | 1 (1)             | 0                 | 0              |
| 196  | Michał Potera      | Indykpol AZS Olsztyn | 34 (132)          | 0                 | 0              |

### Ranking najlepiej rozgrywających
| Poz. | Zawodnik           | Drużyna              | Roz. mecze (sety) | Skuteczność rozegrania |
| ---- | ------------------ | -------------------- | ----------------- | ---------------------- |
| 1    | Lukáš Ticháček     | Asseco Resovia       | 25 (57)           | 56,72%                 |
| 2    | Nicolás Uriarte    | PGE Skra Bełchatów   | 37 (125)          | 49,00%                 |
| 3    | Michal Masný       | Jastrzębski Węgiel   | 36 (140)          | 48,22%                 |
| 18   | Maciej Dobrowolski | Indykpol AZS Olsztyn | 31 (99)           | 37,74%                 |
| 23   | Juraj Zaťko        | Indykpol AZS Olsztyn | 30 (93)           | 33,01%                 |

### Ranking najlepiej serwujących
| Poz. | Zawodnik           | Drużyna              | Roz. mecze (sety) | Zagrywek punktowych | Średnia na set |
| ---- | ------------------ | -------------------- | ----------------- | ------------------- | -------------- |
| 1    | Nicolas Marechal   | PGE Skra Bełchatów   | 36 (121)          | 58                  | 0,48           |
| 2    | Troy Murphy        | Lotos Trefl Gdańsk   | 35 (135)          | 52                  | 0,39           |
| 3    | Michał Łasko       | Jastrzębski Węgiel   | 34 (126)          | 47                  | 0,37           |
| 25   | Lévi Alves Cabral  | Indykpol AZS Olsztyn | 30 (98)           | 26                  | 0,27           |
| 48   | Piotr Hain         | Indykpol AZS Olsztyn | 32 (124)          | 18                  | 0,15           |
| 49   | Bartosz Bednorz    | Indykpol AZS Olsztyn | 25 (82)           | 17                  | 0,21           |
| 50   | František Ogurčák  | Indykpol AZS Olsztyn | 29 (99)           | 17                  | 0,17           |
| 56   | Miłosz Zniszczoł   | Indykpol AZS Olsztyn | 29 (106)          | 15                  | 0,14           |
| 86   | Grzegorz Szymański | Indykpol AZS Olsztyn | 18 (53)           | 9                   | 0,17           |
| 107  | Piotr Łuka         | Indykpol AZS Olsztyn | 29 (72)           | 6                   | 0,08           |
| 109  | Paweł Adamajtis    | Indykpol AZS Olsztyn | 27 (81)           | 6                   | 0,07           |
| 111  | Juraj Zaťko        | Indykpol AZS Olsztyn | 31 (95)           | 6                   | 0,06           |
| 127  | Maciej Dobrowolski | Indykpol AZS Olsztyn | 32 (104)          | 4                   | 0,04           |
| 134  | Maciej Zajder      | Indykpol AZS Olsztyn | 17 (43)           | 3                   | 0,07           |
| 148  | Krzysztof Gulak    | Indykpol AZS Olsztyn | 4 (4)             | 1                   | 0,25           |